# 大家仁志
大家 仁志（おおや ひとし、1964年3月20日 - 2018年2月19日）は、日本の男性俳優、声優、ナレーター。長野県出身。身長172cm、体重60kg、血液型はA型。劇団青年座所属。

## 来歴・人物
1982年（昭和57年）長野県松本県ヶ丘高等学校卒業。学習院大学文学部ドイツ文学科中退後、青年座研究所に入所（14期生）。1990年4月1日に劇団青年座に入団。
2006年9月から1年間、文化庁の新進芸術家海外研修制度により、フランスパリに留学。
2018年2月19日、大腸癌のため死去。53歳没。

## 出演

### テレビドラマ
- はぐれ刑事純情派
- 松本清張作家活動40年記念スペシャル・ゼロの焦点（1991年）
- はぐれ医者・お命預かります!（1993年）
- 地方記者・立花陽介
  - 「米沢蔵王通信局」（1995年） - 弘山保之
  - 「阿波鳴門通信局」（1999年） - 鳴門東警察署 刑事
- サラリーマン金太郎
- ラブ・レボリューション（2001年）
- 女タクシードライバーの事件日誌 第2作「作られた目撃者」（2004年）
- ウルトラマンマックス（2005年） - ベース・ポセイドン隊員
- 世直し順庵!人情剣（2005年） - 江藤又十郎
- 警視庁捜査一課9係（2006年）
- 隠蔽捜査（2007年）
- ハンチョウ〜神南署安積班〜（2009年）
- 龍馬伝（2010年） - 会津藩士
- 相棒
  - Season 9 最終話「亡霊」（2011年3月9日） - 公安調査庁主任調査官・丸山宏樹
  - Season 13 第16話「鮎川教授最後の授業・解決篇」（2015年2月18日） - 御堂不動産社長・御堂純一
- 確証〜警視庁捜査3課（2013年）
- 松本清張サスペンス・影の地帯（2015年）
- 嵐の涙〜私たちに明日はある〜（2016年） - 関沢
- 嫌われ監察官 音無一六〜警察内部調査の鬼〜3（2016年） - 小玉道宣

### 映画
- ゴジラvsキングギドラ（1991年）
- 釣りバカ日誌14 お遍路大パニック!（2003年）
- 釣りバカ日誌15 ハマちゃんに明日はない!?（2004年）
- 釣りバカ日誌16 浜崎は今日もダメだった♪♪（2005年）
- 容疑者Xの献身（2008年）
- 釣りバカ日誌19 ようこそ!鈴木建設御一行様（2008年）
- 釣りバカ日誌20 ファイナル（2009年）
- おかえり、はやぶさ（2012年）

### 舞台[7]
- 断罪（蓮見亮介）
- ブンナよ、木からおりてこい（鼠）
- その人を知らず（人見勉）
- わが兄の弟―贋作アントン・チェーホフ傳（ニコライ次兄）
- 横濱短篇ホテル（大野木健太）
- フォーカード（中込彰）
- 山猫からの手紙（男１）
- 世界へ（長女の夫）
- 地の乳房（要）
- UNIQUE NESS（ハロルド・グレイ）
- LOVE,LOVE,LOVE（ケネス）
- 赤シャツ（山嵐）
- 国境のある家（中年の男）
- あおげばとうとし（松本順司）
- 昭和の子供（河津昭治）
- MOTHER（大杉栄）
- 評決（高井陪審員、化粧品外交員）
- 夢・桃中軒牛右衛門の（桃原さん）
- 深川安楽亭（与兵衛）
- かつて東方に国ありき（許恵案）
- アントニーとクレオパトラ
- 俺たちは志士じゃない
- セパレート・テーブルズ
- 東京原子核クラブ
- ビジネスクラス（氏家徳治）
- モロッコの甘く危険な香り（ハイミート）
- 美しきものの伝説（暖村）
- 人魚まる裸みだれ髪
- 成層圏に棲む鵺（赤木軍曹）
- 飛ぶ教室（2011年、ゴットフリート、ベク先生）
- 彼の背中の小さな翼（2013年）
- ショーシャンクの空に（2013年、ブルックス）
- 十三人の刺客（2013年、三橋軍次郎）
- あなたがここにいればよかったのに（2014年）

### テレビアニメ
- 名探偵コナン（1996年 - 1997年、三船拓也）
- カウボーイビバップ（1998年、タルカン）
- 結界師（2006年、春日夜未の父親）

### OVA
- 銀河英雄伝説（1994年）

### 吹き替え

#### 映画
- ウォー・ストーリーズ（イアン〈ジェフリー・ノードリング〉）
- A.I. ※TBS版
- ガリバー旅行記（ダン・クイント〈T・J・ミラー〉[8]）
- キャット・ピープル（オリバー・リード〈ジョン・ハード〉）※ソフト版
- 三銃士/王妃の首飾りとダ・ヴィンチの飛行船 ※ソフト版
- JSA
- シティ・オブ・ゴッド（リトル・ゼ）
- シルミド（ウォニ〈イム・ウォニ〉）※テレビ朝日版
- トップガン（サンダウン〈クラレンス・ギルヤード・Jr〉）※日本テレビ版
- ナルニア国物語/第3章: アスラン王と魔法の島
- バッドボーイズ2バッド（ブロンディ・ドレッド〈キコ・エルスワース〉）※テレビ朝日版

#### ドラマ
- クリミナル・マインド4 FBI行動分析課（スターク）
- しあわせの処方箋
- ナース・ジャッキー3

### ラジオドラマ
- 青春アドベンチャー
  - 移動都市
  - 海に降る
  - 白狐魔記